# Highbury Football Club
L'Highbury Football Club, meglio noto come Highbury, è una società calcistica sudafricana con sede nella città di Port Elizabeth. Milita nella National First Division, la seconda serie del campionato sudafricano.

## Storia
Fondato a Durban negli anni '90, nel 2000 è stato acquistato dall'attuale proprietario kazako Cameron Klopper. Durante la sua guida, la società ha partecipato alle leghe regionali, terminando sempre in posizioni di bassa classifica e salvandosi di poco dalla retrocessione. Nel 2012 la sede del club è stata trasferita nella Provincia del Capo Orientale a Port Elizabeth.
Nel primo decennio degli anni 2000, sotto la guida dell'allenatore Kabelo Sibiya, hanno ottenuto la promozione in  Second Division, categoria nella quale hanno concluso al 13º posto nel giorne di Eastern Cape nella loro stagione inaugurale. Le stagioni successive il club ha migliorato il proprio piazzamento anno dopo anno nella lega, ottenendo un 4º posto nel proprio girone nella stagione 2021-2022. Dopo un'altra stagione conclusa nella parte alta della classifica, nel 2024 hanno vinto il proprio girone provinciale e si sono qualificati ai play-off nazionali, dove hanno sconfitto per 2-0 nella finale il Kruger Utd e sono stati promossi in National First Division.

## Strutture

### Stadio
Disputa le partite al Nelson Mandela University Sports Stadium (NMU Madibaz Stadium) di Port Elizabeth.

## Palmarès
- Second Division: 1

2023-2024